# Воеводин, Владимир Валентинович
Владимир Валентинович Воеводин (род. 25 мая 1962, Москва) — российский учёный в области вычислительной техники, суперкомпьютерных технологий и параллельного программирования, профессор ВМК МГУ, директор НИВЦ МГУ и МГУ Саров (с 2021), член-корреспондент РАН (2003).

## Биография
В 1979 году закончил физико-математическую школу № 52 в Москве.
В 1979 году поступил на факультет вычислительной математики и кибернетики МГУ, который окончил с отличием в 1984 году.
Кандидат физико-математических наук (1989), тема диссертации «Макроанализ параллельной структуры последовательных программ и алгоритмов».
Доктор физико-математических наук (1997), тема диссертации «Аналитические и инструментальные средства исследования тонкой структуры программ».
Член-корреспондент РАН (2003).
Лауреат премии МГУ им. И. И. Шувалова (2000) за цикл работ «Аналитические и инструментальные средства исследования тонкой структуры программ».
Победитель конкурса грантов Президента РФ для молодых докторов наук.
Премия Правительства Российской Федерации в области образования (2002).
Почётный работник высшего профессионального образования Российской Федерации (2004).
Лауреат премии имени М. В. Ломоносова за педагогическую деятельность (2015).
С 1984 года работал в лаборатории вычислительных комплексов кафедры АСВК факультета вычислительной математики и кибернетики МГУ.
В 1990 году перешёл на работу в Научно-исследовательский центр (НИВЦ) МГУ, где занимал должности научного сотрудника, старшего научного сотрудника, заведующего лабораторией, с 1999 года — заместителя директора НИВЦ МГУ.
С 2012 года — заведующий кафедрой суперкомпьютеров и квантовой информатики факультета вычислительной математики и кибернетики МГУ.
С 2019 года — директор НИВЦ МГУ.
С 2021 года — Руководитель филиал МГУ Архивная копия от 25 мая 2021 на Wayback Machine
имени М. В. Ломоносова в г. Саров. Архивная копия от 25 мая 2021 на Wayback Machine

## Преподавательская деятельность
Владимир Воеводин с 1988 года ведёт преподавательскую работу на факультете ВМК МГУ.
Читает основной курс «Параллельная обработка данных» на ВМК МГУ, руководит работой спецсеминара «Параллельные вычисления».
Один из организаторов Учебно-научного центра МГУ по высокопроизводительным вычислениям и Летней Суперкомпьютерной Академии, проводимой с 2011 года.

## Область научных интересов
Параллельные вычисления, математические методы исследования тонкой структуры программ, методы описания и анализа архитектуры компьютеров, технологии параллельного программирования, методы оптимизации программ для суперкомпьютеров и параллельных вычислительных систем, интернет-технологии и организация распределённых вычислений, метакомпьютинг.

## Научная деятельность
Владимир Воеводин руководит Информационно-аналитическим Центром по параллельным вычислениям в сети Интернет — Parallel.ru.
Сделал 65 докладов на научных конференциях
Подготовил 10 кандидатов наук.
Получил 9 свидетельств о регистрации прав на программное обеспечение.
Опубликовано более 90 научных работ, в том числе монографии

## Награды
- Орден Дружбы (4 декабря 2023 года) — за заслуги в научно-педагогической деятельности, подготовке квалифицированных специалистов и многолетнюю добросовестную работу[21]
- Медаль ордена «За заслуги перед Отечеством» II степени (4 октября 2013 года) — за заслуги в области образования и многолетнюю плодотворную деятельность[22]